# 永安桥 (木渎)
永安桥是一座花岗岩单孔石拱桥，位于江苏省苏州市西南郊吴中区木渎镇山塘街严家花园前，东西向，横跨兴福塘。明弘治十年（1497）由傅潮所建。桥长13.7米，桥宽2.2米，高于水面4.8米。石级踏步，西坡16级，东坡19级。至今保存完好。1986年3月25日，永安桥公布为吴县文物保护单位，现由于行政区划的变动被列为苏州市文物保护单位。